# Петролна рафинерия
Петролна рафинерия или нефтена рафинерия е промишлен завод, в който суров петрол се превръща и пречиства в по-полезни продукти като бензин, дизел, асфалт, керосин, пропан-бутан, мазут и смазочни масла. Петролните рафинерии обикновено са големи промишлени комплекси с многобройни тръбопроводи, пренасящи потоци от флуиди между големи агрегати за химични процеси. Тези заводи използват многобройни технологии и се считат за химични заводи. Покрай тях често се намират спомагателни съоръжения и резервоари за съхранение. Всяка рафинерия има свой собствен аранжимент от рафиниращи процеси, основно определяни според местоположението на завода, произвежданите продукти и икономическите съображения.
Петролните рафинерии са ключова част от нефтопреработвателната промишленост. Съвременните петролни рафинерии преработват стотици хиляди барела нефт на ден.
Към 2014 г. по света работят 636 петролни рафинерии с общ капацитет от 87,75 милиона барела. Най-голямата петролна рафинерия в света е Джамнагар в Гуджарат, Индия.

## История
Китайците са едни от първите цивилизации, преработвали петрол. През 512 и 518 г., към края на господството на Северна Уей, китайският географ, писател и политик Ли Даоюан въвежда процеса за рафиниране на петрола в различни масла. През първи век китайците са сред първите народи, рафинирали петрол за използване като източник на енергия. По време на династията Северна Сун, е основана работилница в град Кайфън за рафиниране на петрол за използване като оръжие от военните. Войската е пълнила железни кутии с рафиниран петрол и го хвърлят срещу вражеските сили, причинявайки пожар – де факто това е била първата запалителна бомба. Работилницата е една от първите фабрики за рафиниране на петрол, където хиляди хора работят за производството на китайски оръжия с петрол.
Преди 19 век петролът е познат и използван по различни начини във Вавилон, Египет, Китай, Филипините, Рим и Азербайджан. Обаче, съвременната история на петролната промишленост започва през 1846 г., когато Абрахам Геснер от Нова Скотия, Канада разработва процес за произвеждането на керосин от въглища. Малко след това, през 1854 г., Игнаци Лукашевич започва да произвежда керосин от ръчно работещи петролни кладенци близо до Кросно, днешна Полша. Първата голяма петролна рафинерия е построена в Плоещ, Румъния през 1856 г., използвайки изобилието от петрол в страната.
В Северна Америка първият нефтен кладенец е създаден през 1858 г. от Джеймс Милър Уилямс в Онтарио, Канада. В САЩ петролната индустрия е основата през 1859 г., когато Едуин Дрейк намира нефт в Пенсилвания. Промишлеността расте с бавни темпове през 19 век, като основно произвежда керосин за петролни лампи. В началото на 20 век въвеждането на двигателя с вътрешно горене и употребата му в автомобилите създава пазар за бензин, който дава тласък на бързото разрастване на петролната промишленост. Ранните находища на петрол като тези в Онтарио и Пенсилвания скоро биват изпреварени от големи нефтени „бумове“ в Оклахома, Тексас и Калифорния.
Първата петролна рафинерия в Америка е създадена в Питсбърг през 1853 г. През 1854 г. Игнаци Лукашевич създава петролна рафинерия в Ясло, тогава част от Австро-Унгария. Първата по-голяма петролна рафинерия е построена в Плоещ, Румъния през 1856 г. След като е превзета от Нацистка Германия през Втората световна война, рафинерията в Плоещ е бомбардирана в хода на операция „Приливна вълна“ от Съюзниците.
През по-голямата част от 20 век най-голямата петролна рафинерия е Абаданската рафинерия в Иран. Рафинерията претърпява големи щети по време на Ирано-иракската война. На 31 декември 2014 г. най-големият рафиниращ комплекс става Джамнагар близо до град Джамнагар в Гуджарат, Индия. Комплексът има производствен капацитет от 1 240 000 барела на ден.
Преди Втората световна война повечето петролни рафинерии в САЩ са съставени от дестилационни единици за суров петрол. Повечето рафиниращи процеси, описани по-долу, се развиват по време на войната или малко след нея. Те стават комерсиално налични след 5 – 10 години и световната петролна промишленост претърпява много бърз растеж. Основната движеща сила за този растеж на технологията и в броя и размера на рафинериите по света е нарастващото търсене на бензин за автомобилите и гориво за самолетите.
В България първата петролна рафинерия започва работа на 30 декември 1963 г. – това е Нефтохимическият комбинат до Бургас. През 1971 г. близо до Плевен е открита рафинерията Плама, която днес работи с намален капацитет и произвежда основно масла. В днешно време бургаската рафинерия е най-голямата компания в България и допринася за 9% от БВП на страната.

## Начин на работа
Суровият петрол като цяло не е от полза за промишлените приложения, макар суров петрол с нисък вискозитет и малко съдържание сяра да се е използвал директно като гориво, за производство на пара за задвижване на плавателни съдове. По-леките елементи, обаче, образуват експлозивни пари в горивните резервоари и следователно представляват риск, особено при бойните кораби. Вместо това, хилядите различни въглеводородни молекули в суровия нефт се отделят в рафинерията до съставки, които могат да бъдат използвани като горива, масла и суровини при дестилационните процеси, които произвеждат продукти като пластмаси, синтетични миещи вещества, еластомери, разтворители и влакна като найлон и полиестер.
Петролните горива се изгарят в двигателите с вътрешно горене, задвижвайки кораби, автомобили, самолетни двигатели, градински косачки и други машини. Различните температури на кипене позволяват на въглеводородите да се отделят чрез дестилация. Тъй като по-леките течни продукти имат голямо търсене при двигателите с вътрешно горене, съвременните рафинерии превръщат тежките въглеводороди и леките газови елементи в тези по-ценни продукти.
Нефтът може да се използва по различни начини, тъй като съдържа въглеводороди с различна молекулна маса, форма и дължина като алкани, циклоалкани, алкени, алкадиени и алкини. Докато молекулите в суровия нефт съдържат различни атоми като сяра и азот, въглеводородите са най-често срещаните молекули с различна дължина и сложност, съставени от водородни и въглеродни атоми и малък брой кислородни атоми. Разликите в структурата на тези молекули са причината за техните различни физични и химични свойства и именно това разнообразие прави суровия нефт полезен за широка гама от приложения.
Веднъж отделено и пречистено от всякакви несъвършенства, горивото или маслото може да се продава без допълнително преработване. По-малките молекули като изобутан и пропилен или бутилени могат да се прекомбинират, за да отговарят на конкретни октанови изисквания чрез процеси като алкилиране или димеризация. Октановото число на бензина може да бъде подобрено и чрез каталитически реформинг, който премахва водорода от въглеводородите, произвеждайки съединения с по-високо октаново число. Междинните продукти като мазута могат да бъдат преработени така, че да скъсат дългата въглеродна верига на даден петрол в по-къса и по-лека чрез различни форми на крекинг. Последната стъпка при производството на бензин е смесването на горивата с различно октаново число, парно налягане и други свойства така, че да отговарят на определени продуктови изисквания.
Петролните рафинерии са големи заводи, преработващи стотици хиляди барела суров петрол на ден. Поради големия им капацитет, много от агрегатите работят без прекъсване. Този голям капацитет прави оптимизацията на процесите силно желана.

## Продукти
Петролните продукти се извличат от суров петрол, който бива преработен в петролната рафинерия. По-голямата част от петрол се превръща в петролни продукти, които включват няколко вида горива.
Нефтените рафинерии също произвеждат различни междинни продукти като водород, леки въглеводороди и други. Те обикновено не се транспортират, ами се смесват или преработват допълнително на място. Следователно, химичните заводи често се намират в съседство с петролни рафинерии или ред други химични процеси се интегрират в последните. Така например, леките въглеводороди претъпяват крекинг в етиленов завод, а след това етиленът се полимеризира до полиетилен.
Тъй като техническите причини и защитата на околната среда изискват много ниско съдържание на сяра във всички, освен в най-тежките продукти, тя се превръща в сероводород и се премахва от продуктовия поток чрез обработка с амини. Използвайки Класуов процес, сероводородът впоследствие се превръща в елементарна сяра, която може да се използва от химическата промишленост. Относително голямата топлинна енергия, отделяна от този процес, се използва пряко в други части на рафинерията. Понякога електрическа централа се комбинира с рафинерията, за да се оползотворява излишъка от топлинна енергия.
В зависимост от състава на суровия нефт и търсенето на пазара, рафинерии могат да произвеждат петролни продукти в различни пропорции. Най-голямата част от петролните продукти се използват като „носители на енергия“, тоест различни видове горива. Тези горива могат да се смесят, за да се получат бензин, дизел, керосин и други по-тежки горива. По-тежките (по-малко летливи) фракции могат да се използват за направата на асфалт, катран, парафин, смазочни масла и други. Рафинериите също произвеждат други химикали, някои от които се използват в химични процеси за направата на пластмаси и други полезни материали. Тъй като петролът съдържа няколко процента серни молекули, сярата често се произвежда като петролен продукт. Други петролни продукти са въглерода (под формата на петролен кокс) и водорода. Произведеният водород често се използва като междинен продукт при други преработвателни процеси.
Петролните продукти обикновено се групират в четири категории: леки дестилати (пропан-бутан, бензин, лигроин), средни дестилати (керосин, дизел), тежки дестилати и утайки (смазочни масла, парафин, асфалт). Те изискват смесването на различни междинни продукти с подходящи добавки, предоставяне на кратковременно съхранение и подготовка за масово зареждане на камиони, кораби или влакове. Класификацията се основава на начина, по който суровият нефт се дестилира и отделя на фракции.
Самите отпадъчни материали от преработването на петрола служат за направата на над 6000 предмета, сред които: торове, парфюми, инсектициди, сапун, настилки за подове и други.
- Суров петрол.
- Бутилки с пропан-бутан.
- Бензин.
- Керосин.
- Дизел.
- Моторно масло.
- Асфалт.
- Сяра.

## Качество на процеса на рафиниране
Процесът на рафиниране се изследва според редица показатели, проверени от специализирана лаборатория с помощта на специални инструменти. Основните показатели са:
- относително тегло
- cloud point
- плътност
- точка на възпламеняване
- точка на топене
- октаново число
- smoke point
- вискозитет
- PONA число

## Диаграма на работния процес
Схемата по-долу показва работния процес на типичната петролна рафинерия. Показвани са различните процеси и потока на междинните продукти, които протичат между навлизането на суровия нефт и излизането на крайния продукт. Диаграмата изобразява само една от стотици различни налични конфигурации. Не са включени стандартните съоръжения, предоставящи пара, вода за охлаждане, електроенергия или резервоари за съхранение.

## Местоположение на петролната рафинерия
При търсенето на подходящо място за строеж на петролна рафинерия обикновено се вземат предвид следните проблеми:
- Мястото трябва да е далече от населени места.
- Трябва да има изградена инфраструктура за доставяне на суровини и транспорт на продуктите до пазарите.
- Нужна е налична електроенергия за захранване на завода.
- Нужни са съоръжения за боравене с отпадъчните продукти.

Рафинериите, които използват голямо количество пара и/или вода за охлаждане, трябва да имат изобилен източник на вода. Следователно, рафинериите често се разполагат близо до реки или до морския бряг. Такова място предоставя и достъп за транспортиране чрез воден транспорт. Предимствата на транспортирането на суров нефт по тръбопровод са очевидни и нефтените компании често транспортират голям обем гориво до разпределителни терминали по тръбопроводи. Последните могат да не са особено практични за продукти, произвеждани в малко количество.

## Безопасност и околна среда
Процесът на рафинира отделя ред различни химикали в атмосферата и значителна миризма обикновено придружава присъствието на рафинерията. Освен замърсяване на въздуха, има и замърсяване с отпадни води, риск от промишлени аварии като пожар или взрив и влияние върху здравето от силния производствен шум.
Много правителства по света са наложили ограничения върху замърсителите, които биват изпускани от рафинериите и повечето съвременни рафинерии са инсталирали оборудване, което отговаря на изискванията на съответните регулаторни органи за защита на околната среда. Ограниченията и обществения натиск срещу построяването на нови рафинерии може да допринася за покачването на цените на горивата. В много случаи рафинериите се намират много близо до населени места, което поражда риск за здравето на хората.